# Lekowo (województwo zachodniopomorskie)
Lekowo (niem. Leckow) – wieś sołecka w Polsce położona w województwie zachodniopomorskim, w powiecie świdwińskim, w gminie Świdwin. Sołectwo Lekowo obejmuje miejscowości: Lekowo, Kartlewo i Kunowo.
W latach 1946–1954 siedziba gminy Lekowo. W latach 1954–1971 wieś należała i była siedzibą władz gromady Lekowo, po jej zniesieniu w gromadzie Świdwin. 
Duża wieś sołecka położona 9 km na północny zachód od Świdwina nad niewielkim jeziorem Lekowo Małe o powierzchni 4,08 ha. Stwierdzono tu ślady osadnictwa z epoki brązu (cmentarzysko popielcowe). W 1491 r. wzmiankowany jest kościół parafialny w Lekowie (Leckow), obsadzony za rekomendacją braci Ditlewa i Martina von Leckow. W czasie wojny siedmioletniej miała tu miejsce potyczka pomiędzy wojskami rosyjskimi i pruskimi. W 1882 r. istniał tu duży folwark, krochmalnia parowa i cegielnia. Przed II wojną światową majątek ziemski liczył 922 ha, a w Lekowie żyło 465 osób. 
W Lekowie znajduje się zespół szkół z halą sportową, ośrodek kultury, biblioteka, parafia, przystanek PKS i sklepy.

## Zabytki
- kościół szachulcowy z 1751 r., trójbocznie zamknięty, wpuszczona w korpus niska wieża z dzwonowym hełmem i latarenką[4],
- pałac pseudoklasycystyczny z XIX w. z elementami neogotyckimi,
- zabytkowy park z XIX w.